# 天下為家
《天下為家》為英國廣播公司與探索頻道聯合製作的紀錄片，由約翰·赫特旁白，2011年1月13日起英國時間逢星期四晚8時於英國廣播公司第一台首播，共8集。本片為英國廣播公司首次以人類為主角的自然紀錄片，通過展示人類在地球不同生境的生活方式與適應力，從中闡述人類與大自然之間的微妙關係。
2007年，英國廣播公司宣佈開拍《天下為家》，並由BBC自然歷史組及BBC威爾斯的製作團隊於約40個國家的偏遠地方拍攝，歷時3年，並記錄多達70個當地人物故事。本片8集內容分別集中講述不同自然環境的人類棲息地，包括海洋、沙漠、北極、叢林、高山、草原、河川和城市。
本片每集皆附上《天下為家鏡頭後》（Human Planet Behind the Lens）幕後製作花絮，講述攝製隊在拍攝過程遇到的種種困難及有趣見聞。

## 每集內容

### 第1集：海洋 - 潛入藍海
2011年1月13日首播，內容包括：
- 西班牙北部：採鵝頸藤壼
- 印度尼西亞群島：捕抹香鯨
- 巴西：與海豚合作捕魚
- 夏威夷：滑浪起源
- 巴布亞新畿內亞：召喚鯊魚
- 菲律賓：空壓機潛水
- 婆羅洲珊瑚海：無國籍巴瑤族及自由潛水漁夫

《鏡頭後》：菲律賓空壓機潛水

### 第2集：沙漠 - 火爐中的生活
2011年1月20日首播，內容包括：
- 馬里：沙塵暴、趕牛人與象競爭水源
- 馬里安圖戈湖：沙漠捕魚節
- 尼日爾：圖布婦女與駝隊橫越撒哈拉沙漠
- 戈壁沙漠：駱駝牧民
- 阿塔卡馬沙漠：採集霧水耕作
- 阿爾及利亞：地下水道
- 尼日爾：沃達貝人求偶舞

《鏡頭後》：尼日爾圖布婦女與駝隊橫越撒哈拉沙漠

### 第3集：北極 - 天寒地凍的生活
2011年1月27日首播，內容包括：
- 格陵蘭：捕小頭睡鯊
- 加拿大東北部：採青口
- 格陵蘭：捕獨角鯨
- 格陵蘭：捕獲海雀並製成Kiviak
- 挪威：放牧馴鹿
- 加拿大馬尼托巴邱吉爾：驅趕北極熊

《鏡頭後》：格陵蘭捕獨角鯨

### 第4集：叢林 - 藏身樹林的人
2011年2月3日首播，內容包括：
- 巴西：馬提斯人捕猴
- 委內瑞拉：捕食捕鳥蛛
- 亞馬遜東部：阿瓦瓜扎人以母乳餵哺猴子
- 巴布亞新畿內亞：採集極樂鳥羽毛並製成辛辛部落大會頭飾
- 剛果叢林：巴亞卡人採蜂蜜
- 印度阿薩姆邦：利用亞洲象運木材
- 巴西：隱居部落
- 西新畿內亞：科羅威人建35米高樹屋

《鏡頭後》：西新畿內亞科羅威人建35米高樹屋

### 第5集：高山 - 空氣稀薄的生活
2011年2月10日首播，內容包括：
- 蒙古阿爾泰山脈：捕捉金雕
- 埃塞俄比亞塞米恩山脈：驅趕獅尾狒
- 印度尼西亞爪哇島伊真火山：採硫磺
- 新畿內亞高地：捕狐蝠
- 瑞士阿爾卑斯山：控制雪崩
- 尼泊爾喜馬拉雅山脈：白內障手術
- 中国西藏：天葬

《鏡頭後》：蒙古阿爾泰山脈捕捉金雕

### 第6集：草原 - 力量的根源
2011年2月17日首播，內容包括：
- 肯尼亞：多羅博人從獅子群偷走食物
- 喀拉哈里沙漠：伏擊扭角林羚
- 柬埔寨水淹草原：捕獲水蛇
- 肯尼亞：馬賽人與響蜜鴷合作尋找蜂蜜
- 坦桑尼亞：奎利亞雀襲擊稻田
- 蒙古草原：馬術
- 埃塞俄比亞：蘇里人參與東加棒戰
- 澳洲內陸：以直升機趕牛

《鏡頭後》：肯尼亞多羅博人從獅子群偷走食物

### 第7集：河川 - 亦敵亦友
2011年2月24日首播，內容包括：
- 湄公河：雨季中漁民以繩索橫越河流
- 扎斯卡河：冬季中學童在結冰的河面上走路上學
- 渥太華麗都河：以炸藥破冰疏導河水
- 孟加拉：居民在河堤倒塌前遷屋
- 巴西內格羅河：為周年性洪水綢繆、保育海龜
- 維多利亞瀑布：在懸崖捕魚
- 肯尼亞北部：桑布魯人跟蹤普通非洲象在乾涸河床下尋找水源
- 馬里傑內：為以泥磚建造的清真寺加固外牆
- 印度梅加拉亞邦：以樹根建成的活橋

《鏡頭後》：湄公河雨季中漁民以繩索橫越河流

### 第8集：城市 - 都市叢林求生存
2011年3月3日首播，內容包括：
- 杜拜：放游隼驅鴿
- 科羅拉多州埃斯蒂斯園：驅趕加拿大馬鹿
- 印度齋浦爾：受普通獼猴侵襲的市集
- 紐約市：捕鼠
- 倫敦：床蝨為患
- 摩洛哥非斯：飼養野生鳩鴿
- 奧斯汀：與犬吻蝠共生
- 印度拉賈斯坦邦：拯救印度瞪羚
- 肯尼亞蒙巴薩：堆填區拾荒者生活
- 阿布扎比：建綠色城市馬斯達爾城
- 紐約市：蜜蜂養殖

《鏡頭後》：各生境的拍攝經驗合集

## 內容造假
2015 年英國媒体指控《人类星球》在沙漠一期，用半驯化的狼代替了野狼拍攝，两个蒙古牧民冲着戈壁上的野狼开枪也是排練的假動作，許多狼跑過鏡頭的動作是狼跑向畫面外的訓養員。
2018年四月在網路壓力下BBC承認人類星球紀錄片存在造假，印度尼西亚雨林中樹屋原住民科罗威人片段全為造假，树屋是当地人收了节目组的钱搭建出来的，参与另一節目《My Year With The Tribe》录制的冒险家 Will Millard 在當地發現疑點後追查才發現實情，之外還捏造了围绕树屋的相关文化，例如树屋建得越高家庭的地位就越高、男女居民用樹屋分开、人們交誼是在樹屋中用火烤过的西米棕榈树叶团，等等文化是捏造或將某幾個人私人小嗜好添油加醋成全族重大文化。
至於其他指控的造假片段，BBC未作回應。 但BBC其他紀錄片《地球脉动》、《巴塔哥尼亚：地球的隐秘天堂》、《冰冻星球》、《蓝色星球2》、《行星地球2》之前就有過爭議性造假，例如許多動物畫面是在動物園或攝影棚拍攝，但剪接讓人誤導是野生畫面，以及一些自然火山畫面是經過影像增強軟體和不同場面拼剪，只是這些屬不屬於嚴格意義的「造假」尚有兩派爭議。

## 海外播放
英國廣播公司商業分支已將《天下為家》的播映權售予22個海外市場。
美國
2011年4月10日起逢星期日晚8時（東岸時間）於探索頻道首播，集數濃縮為6集（每次播放兩集），美國版旁白為麥可·羅。
香港
2011年5月17日起逢星期二晚9時半於無綫電視明珠台首播，中文譯稱《天下為家》，粵語旁白為王喜。《天下為家鏡頭後》緊接節目後播放。
高清翡翠台則於2012年4月1日起逢星期日晚7時播放。
中国大陆
2011年3月于中国中央电视台纪录频道（CCTV-9）首播，普通话旁白为李易。
2012年4月，每逢周一至周五晚22：30于中国中央电视台综合频道（CCTV-1）《魅力纪录》栏目重播。

## 外部連結
- 英國廣播公司《天下為家》節目官方網站 （页面存档备份，存于）
- 《天下為家》探索器（页面存档备份，存于）
- 《天下為家》相片藝廊 （页面存档备份，存于）
- 《天下為家》攝影師Timothy Allen專訪 （页面存档备份，存于）
- 《天下為家》獨家幕後片段 （页面存档备份，存于）
- 《天下為家》網誌 （页面存档备份，存于）
- 香港無綫電視《天下為家》節目網頁 （页面存档备份，存于）